# توماس جاكسون
توماس جاكسون (بالإنجليزية: Thomas Jackson)‏ (1 يناير 1896 بسندرلاند في المملكة المتحدة - ) هو لاعب كرة قدم بريطاني (وحمل سابقاً جنسية المملكة المتحدة لبريطانيا العظمى وأيرلندا) في مركز مهاجم داخلي. لعب مع نادي بيرنلي ونادي دندي.